# Rue de Soupetard
La rue de Soupetard (en occitan : carrièra de Sopatard) est une voie de Toulouse, chef-lieu de la région Occitanie, dans le Midi de la France.

## Situation et accès

### Description
La rue de Soupetard est une voie publique. Elle se trouve dans le quartier de Soupetard, dans le secteur 4 - Est.
Elle naît dans le prolongement de l'impasse de Soupetard, dont elle est séparée par l'avenue Jacques-Chirac, et auxquelles elle est reliée seulement par des passages accessibles aux piétons. Relativement rectiligne, orientée au nord-est et longue de 646 mètres, elle s'abaisse de 169 à 140 mètres en suivant la pente du coteau de la colline du Calvinet. Elle se termine au carrefour de la rue Louis-Plana, au cœur du quartier de Soupetard, marqué par les places de Soupetard et Lounès-Matoub. Elle est prolongée au nord-est par l'avenue de l'Hers, qui aboutit à la zone verte des Argoulets.
La chaussée compte une voie de circulation à double-sens. Elle appartient à une zone 30 et la vitesse y est limitée à 30 km/h. Il n'existe pas de piste, ni de bande cyclable. 

### Voies rencontrées
La rue de Soupetard rencontre les voies suivantes, dans l'ordre des numéros croissants (« g » indique que la rue se situe à gauche, « d » à droite) :
1. Avenue Jacques-Chirac - accès piéton
2. Rue des Genêts (g)
3. Rue Saurines (d)
4. Rue du Général-Gustave-Ferrié (g)
5. Avenue Angla (d)
6. Rue de Tarbes (d)
7. Rue de l'Imprimerie (d)
8. Impasse Calvinet (g)
9. Rue Hans-Andersen (g)
10. Rue d'Isly (d)
11. Rue de la Fraternité (g)
12. Rue Louis-Plana

### Transports
La rue de Soupetard n'est pas directement desservie par les transports en commun Tisséo. Elle débouche cependant au nord sur la rue Louis-Plana, desservie par les lignes de bus 19. Au sud, l'avenue Jacques-Chirac est parcourue par la ligne de bus 37.
La station de vélos en libre-service VélôToulouse la plus proche se trouve sur la place de Soupetard : la station no 180 (3 place de Soupetard).

## Odonymie
La rue tient son nom du terroir de Soupetard, auquel il aboutissait. Il s'agissait d'un domaine agricole et d'une métairie qui se trouvaient dans la plaine de l'Hers, près des Argoulets (emplacement des actuels no 74 et 76 rue des Argoulets et no 65 à 71 rue Louis-Plana). Au XVIIIe siècle, il appartenait à Joseph Delpech, trésorier général de France, qui le vendit aux religieuses du couvent de Notre-Dame du Refuge (actuel lycée privé Sainte-Marie-de-Nevers, no 8 rue de Périgord). L'origine du nom n'est cependant pas totalement éclaircie. Pour Pierre Salies, il lui vient d'une métairie, désignée sous ce nom par dérision car, le domaine étant peu productif à cause de la mauvaise qualité des sols, il obligeait le métayer à travailler durement – et donc « souper tard ». Pierre Salies relève d'ailleurs d'autres lieux désignés par des appellations proches : Tartifume (tard i fuma en occitan, « tard y fume »), Trigodina (triga a dinar en occitan, « tarde à dîner ») ou encore Porteteny (porta t'en y en occitan, « apportes-y-le »).
Au XVIIe siècle, la rue Louis-Plana était le chemin de Soupetard, la rue de Soupetard étant donc désignée comme le petit-chemin. En 1947, le nom du résistant Louis Plana ayant été donné au « grand » chemin, le petit-chemin conserva seul la désignation de Soupetard.

## Patrimoine et lieux d'intérêt

### Immeubles et maisons
- no  74 : maison[5].
- cité de la Juncasse.
La cité de la Juncasse est construite entre 1958 et 1961 par la société H.L.M. du Midi.

### Jardin de Soupetard
Le jardin de Soupetard se trouve à l'extrémité de la rue de Soupetard, le long de l'avenue Jacques-Chirac. Il possède une aire de jeux pour enfants.